# Antonio de Lezama
Antonio de Lezama y González del Campillo (Laguardia, 1888 – Madrid, 1971) fue un masón, político y periodista español, posteriormente nacionalizado chileno.

## Biografía
Nació en el seno de una familia de profundo talante liberal y progresista. Comenzó su labor periodística en 1907 en el periódico El Liberal. Durante la Gran Guerra, se declaró aliadófilo. Son famosas sus polémicas literarias con otros medios de tendencia germanófila. En 1919 junto con Luis de Oteyza, Antonio Zozaya, Luis de Zulueta, Augusto Barcia, Pedro de Répide, Manuel Machado y Luis Salado entre otros, fundan La Libertad, periódico radical socialista.
De ideas radicales y anticlerical militante, se opuso a la Dictadura de Primo de Rivera, siendo encarcelado en diversas ocasiones. Desde la logia masónica Dantón n.º 7, conspiró para derrocar a la dictadura. Fue cofundador con otros masones importantes Álvaro de Albornoz y Marcelino Domingo, del Partido Republicano Radical Socialista. En las elecciones a Cortes Constituyentes, una vez proclamada la Segunda República Española, renunció a su candidatura a favor de Manuel Bartolomé Cossío. Durante esta etapa continuó su labor periodística como subdirector del periódico La Libertad. 
Al estallar la guerra civil española, fue comisario político en la 6.ª División del Ejército republicano. Más tarde desempeñó el cargo de director de la Escuela Superior de Comisarios de Guerra del Ejército del Centro. Al ser un alto mando del cuerpo de Comisarios Políticos, encargados del adoctrinamiento ideológico de las tropas, y dadas sus ideas masónicas y anticlericales, para evitar represalias, hacia el final de la contienda (marzo de 1939), tuvo que refugiarse precipitamente en la embajada de Chile.
En 1941 se exilia en Chile, donde trabaja en el periódico La Hora, y colabora con Margarita Xirgu en la fundación de la Escuela Nacional de Teatro de Chile. Obtuvo la nacionalidad chilena en 1960. Por otra parte, continuó con su labor de proselitismo masónico. En 1962 fue designado director de La revista masónica de Chile, alcanzó el Grado 33.º y contribuyó a la fundación de la logia Pentalpha n.º 119. Fue miembro de la Logia Plus Ultra N.º 98 de Santiago de Chile.

## Obras
- Los caballeros de Alcántara en las tierras de odio y sangre: emocionante y trágico relato de la dolorosa página de Monte-Arruit. 1922
- La isla perdida: el castigo. Comedia dramática en tres actos. 1924
- La isla perdida: vidas maltrechas. Comedia dramática en cuatro actos. 1924
- El arco en la cueva. Novela. 1925
- El fanatismo católico: absurdos, mentiras y crímenes. 1962